# Recrutement (biologie)
Pour les articles homonymes, voir Recrutement (homonymie).
Le recrutement est un phénomène qui s’inscrit dans la dynamique des populations et les principes régissant ses fluctuations. Le mot recrutement dérive de recrue (nouveau membre d'un groupe), il est donc lié aux nouveaux arrivants dans une population.
En biologie, le terme recrutement peut référer à plusieurs processus. Au niveau des pêcheries, le recrutement désigne l’abondance d’individus d’une espèce (ex : le hareng) atteignant une classe d’âge, un stade de développement ou une taille donné où ils représentent un intérêt pour la pêche commerciale, sportive ou de subsistance,. En dehors d’un contexte de rendement économique, le recrutement est le processus d’ajout de nouveaux individus à la population d’une espèce par la naissance, l’immigration ou l’implantation de graines. En général, le recrutement est effectif lorsque les jeunes survivent et s’établissent pour contribuer à la population.

## Historique du concept

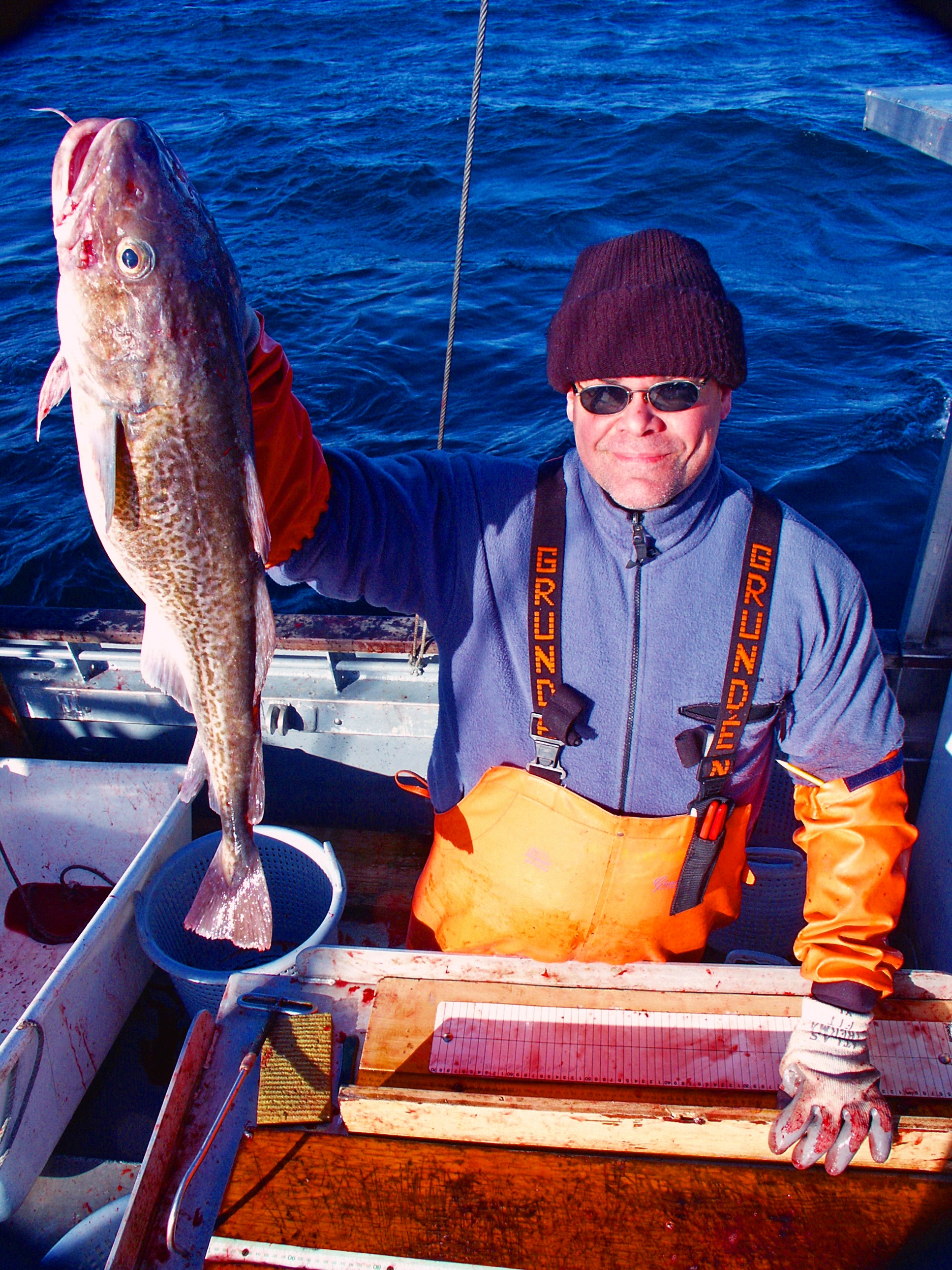
Une morue du Pacifique pêchée en Alaska.

Le secteur des pêcheries s’est rapidement intéressé au recrutement pour assurer le rendement de ses activités. À partir du milieu des années 1950, de nombreuses études ont été publiées ou du moins ont été publiées plus tard, mais couvrent cette période où les stocks de poissons commerciaux comme le doré jaune (Sander vitreus) des Grands Lacs d’Amérique du Nord et la morue de l'Atlantique (Gadus morhua) de la mer de Barents ont connu des fluctuations importantes,,. La compréhension des principes régissant la régénération des populations des espèces pêchées est cruciale pour assurer des activités rentables et durables. Par exemple, lors de l’effondrement des stocks de morues sur la côte est du Canada en 1992, un moratoire a été adopté afin de réduire considérablement la pression sur les stocks de poissons et, de façon idéale, de leur permettre de se rétablir. Cette crise sans précédent du secteur de la pêche a eu des conséquences importantes au niveau économique et social puisque de nombreux emplois ont été perdus. La gestion gouvernementale des pêcheries a lourdement été critiquée et de nombreuses recherches ont été effectuées pour comprendre le phénomène ayant causé un tel déclin des populations de poissons et y remédier. Dans le but de prédire les fluctuations des stocks de poissons, la modélisation écologique est souvent utilisée (recherche par thématique; «fisheries models» dans google scholar). Le modèle de Ricker, publié en 1954, est un pilier en modélisation de la dynamique des stocks de poissons.

## Le succès de recrutement et les paramètres de l’habitat
La survie des jeunes et le succès de recrutement est fortement influencé par la qualité de l’habitat. Les nouveaux arrivants doivent pouvoir trouver refuge et nourriture. La densité locale de prédateurs est un facteur déterminant dans les patrons d’établissement des juvéniles. Pour Pseudolabrus celidotus, un poisson tropical de la région sud-est du Pacifique, le nombre de larves trouvant les conditions idéales pour s’établir augmente avec la densité de varech (kelp). Dans l’étude de Jones (1984), il est soutenu que la présence d’une forêt dense de varech fournit un abri intéressant pour les jeunes poissons et leur permettrait probablement d’éviter les prédateurs. Il existe une corrélation positive entre la quantité de proies disponibles pour P. celidotus et la biomasse de plantes aquatiques. Ce type d’habitat fournirait donc les conditions idéales pour assurer la survie et le développement des jeunes poissons de récifs. Cette thèse est renforcée par l’étude d’un site où l’espèce d’oursin local, un brouteur de varech, a été retiré. Cela a permis à la biomasse de varech d’augmenter graduellement, suivie par une augmentation exponentielle du recrutement de P. celidotus.
Ces principes sont aussi valables pour le règne végétal. Il est maintenant convenu que les conditions abiotiques de l’habitat comme l’humidité, la longueur de la saison de croissance et le pH du sol sont importants pour permettre à une graine de se développer. Les interactions biotiques occupent aussi une place importante; la prédation des graines par des animaux a une forte influence sur le succès d’établissement de jeunes plantes. Effectivement, les graines peuvent être endommagées ou détruites par des petits prédateurs comme des insectes. Par le phénomène de la course aux armements, l’habituation à la prédation peut modifier le nombre de graines viables produites par une plante. Les animaux peuvent aussi être un élément important permettant la dispersion des graines et ainsi influencer positivement le recrutement chez plusieurs espèces végétales. La prédation des graines et des semis chez diverses espèces de plantes par des petits mammifères augmente de façon significative la diversité des espèces d’arbres composant les peuplements des forêts tropicales.
L’étude des phénomènes écologiques est toujours complexe puisqu'un écosystème est basé sur un enchevêtrement de relations abiotiques et biotiques. Les espèces sont souvent interdépendantes et la variation du recrutement de l’une d’entre elles peut affecter fortement l’équilibre du système. Certaines espèces ont un poids plus important, comme le varech dans notre exemple précédent, qui est impliqué dans la structure de l’habitat.

### Influence du changement climatique
La hausse des températures occasionnée par les changements climatiques a un potentiel d’impact important sur le recrutement des espèces. La température a une influence importante sur le développement des œufs et des larves chez les poissons,. La température et les changements dans la composition des gaz de l’atmosphère aura aussi un impact sur les habitats. Effectivement, plusieurs espèces de mammifères polaires dépendent de la banquise pour se nourrir et élever leurs jeunes,. Le retrait hâtif et possiblement permanent de certaines zones de glaces ainsi que des changements dans le couvert de neige sont corrélés avec une baisse significative du recrutement chez les phoques annelés (Phoca hispida) dans la région ouest de la Baie d’Hudson. Chez cette espèce la banquise sert de refuge aux jeunes qui se cachent sous le couvert neigeux dans de petites tanières. Ces changements ont des impacts sur les écosystèmes entiers, affectant les populations des proies comme celles des prédateurs. La fonte des glaciers ont le potentiel de modifier les courants marins et de transporter des eaux de température plus élevée par exemple de la Mer de Barents vers l’Alaska. Pour L. W. Cooper et coll., le morse (Odobenus rosmarus divergens) ne peut pas modifier son comportement aussi rapidement que les changements s'opérant dans son habitat. Chez cette espèce, la banquise est utilisée comme plateforme d’allaitement par les femelles. Les jeunes n’atteignent pas l’indépendance alimentaire avant l’âge de deux ans. Les changements climatiques sont rapidement observables aux pôles, ils ont le potentiel d’affecter négativement les populations de mammifères marins arctiques et leur succès de recrutement. Ces espèces sont donc des sentinelles de la métamorphose actuelle que subissent les écosystèmes.

## Concepts clés liés au recrutement

### Connectivité

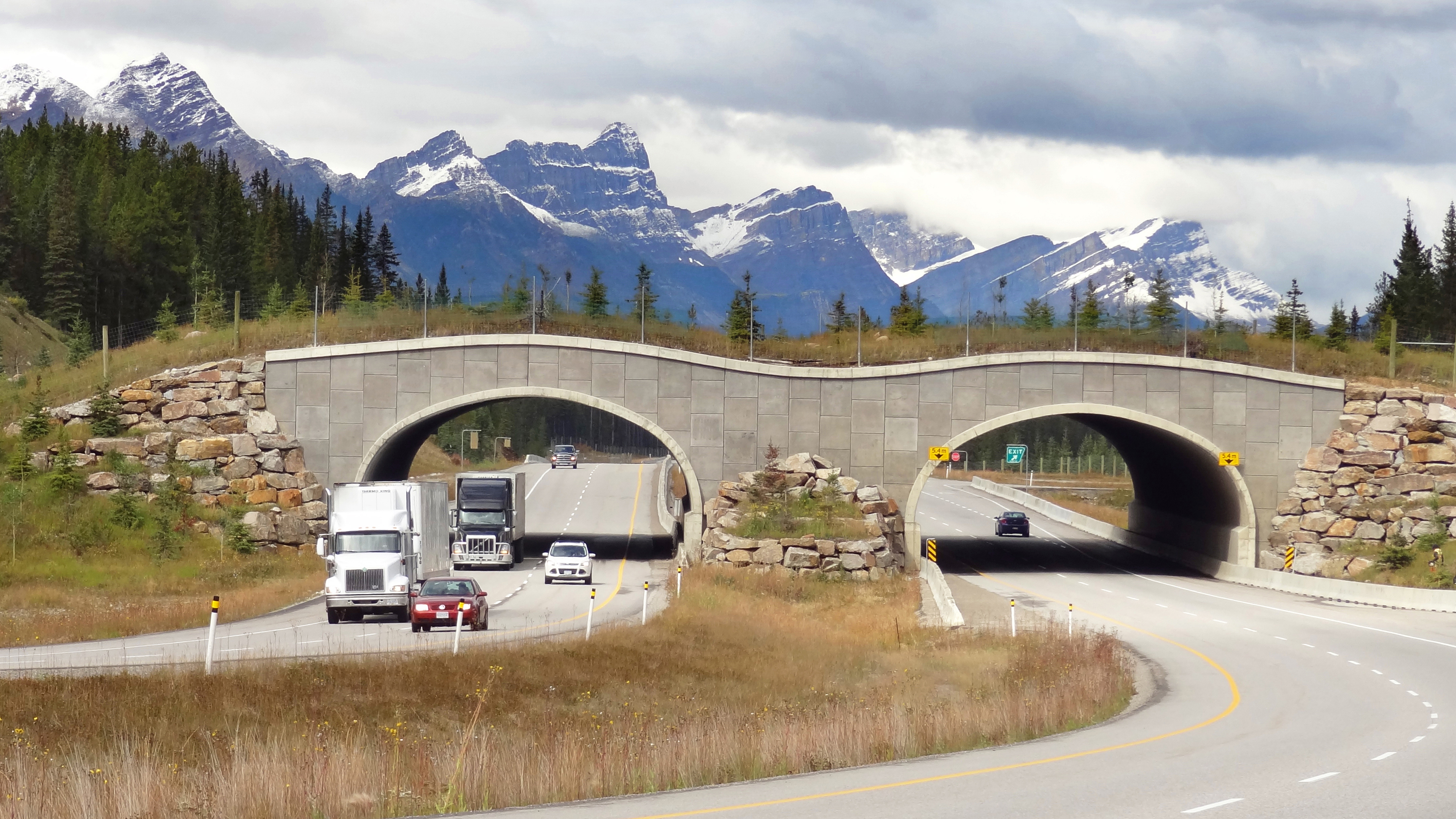
Éco-corridor surplombant une autoroute dans la région de Banff au Canada. Ce type de pont contribue à réduire les collisions entre la faune et les véhicules ce qui représente un avantage autant pour la vie sauvage que les vies humaines.

La connectivité écologique est un enjeu important pour la survie de populations dispersées, ayant un large domaine vital ou ayant une basse fécondité. Dans les écosystèmes marins, de nombreuses espèces ont une phase larvaire planctonique qui dérive avec les courants et permet de créer des métapopulations connectées. Ces populations sont alors décrites comme ouvertes puisqu’elles accueillent beaucoup d’immigration. Sont alors formées des populations dites puits et source où la majorité des migrations s’effectuent dans un sens soit de la source vers le puits. Cela permet un flux génique et donc d’améliorer la résilience de l’espèce. Un bagage génétique diversifié est associée à la capacité d’adaptation aux changements et aux principes de bases de la survie du plus fort en sélection naturelle (survival of the fitest en anglais).
Les corridors écologiques (ou éco-corridors) permettent d’améliorer la connectivité des populations pour les grands mammifères. Les populations d’ours noir de Floride ont accusé d’importantes baisses entre 1850 et 1970 à cause de la fragmentation de leur habitat et de la chasse excessive. L’instauration d’éco-corridors entre les régions d’Osceola et d’Ocala a permis de connecter les deux populations. De plus, ces habitats forestiers remplissent des fonctions au niveau de la recherche de nourriture, celle d’un partenaire de reproduction et de voies de dispersion pour les individus. Grâce à cette initiative, les populations d’ours noir de Floride sont en rétablissement.

### Mauvais recrutement
Lorsque le recrutement est particulièrement faible, les populations, voir l’espèce, peut se retrouver en danger. Cette notion peut être expliquée par l’effet d’Allee et la relation de densité-dépendance. Par exemple, une population connaissant une importante perte d’habitat ou étant surexploitée peut se retrouver dans une situation où le taux de croissance devient négatif et donc le recrutement (par faible natalité, survie ou immigration) devient très bas. Alors, le taux de mortalité devient plus important que l’établissement de nouveaux individus.
Des changements environnementaux peuvent aussi être à l’origine de ce phénomène. Pour les espèces aquatiques, la température a une importante influence sur le recrutement,. Il a été démontré que, dans la Mer de Barents, le recrutement des morues atlantiques était plus élevé lors des années chaudes.
La notion de densité-dépendance est aussi liée à la capacité support de l’habitat (capacité porteuse). Une trop grande quantité de jeunes ou de nouveaux arrivants sera suivie d’une importante mortalité si la compétition pour les ressources est trop forte.

### Stratégies de recrutement

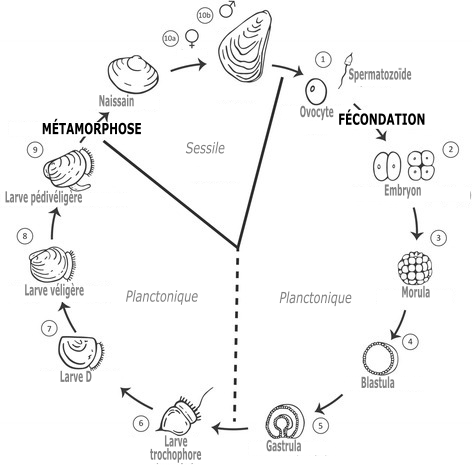
Le recrutement larvaire chez les huîtres (stade 9 sur le schéma) correspond à la colonisation du substrat.

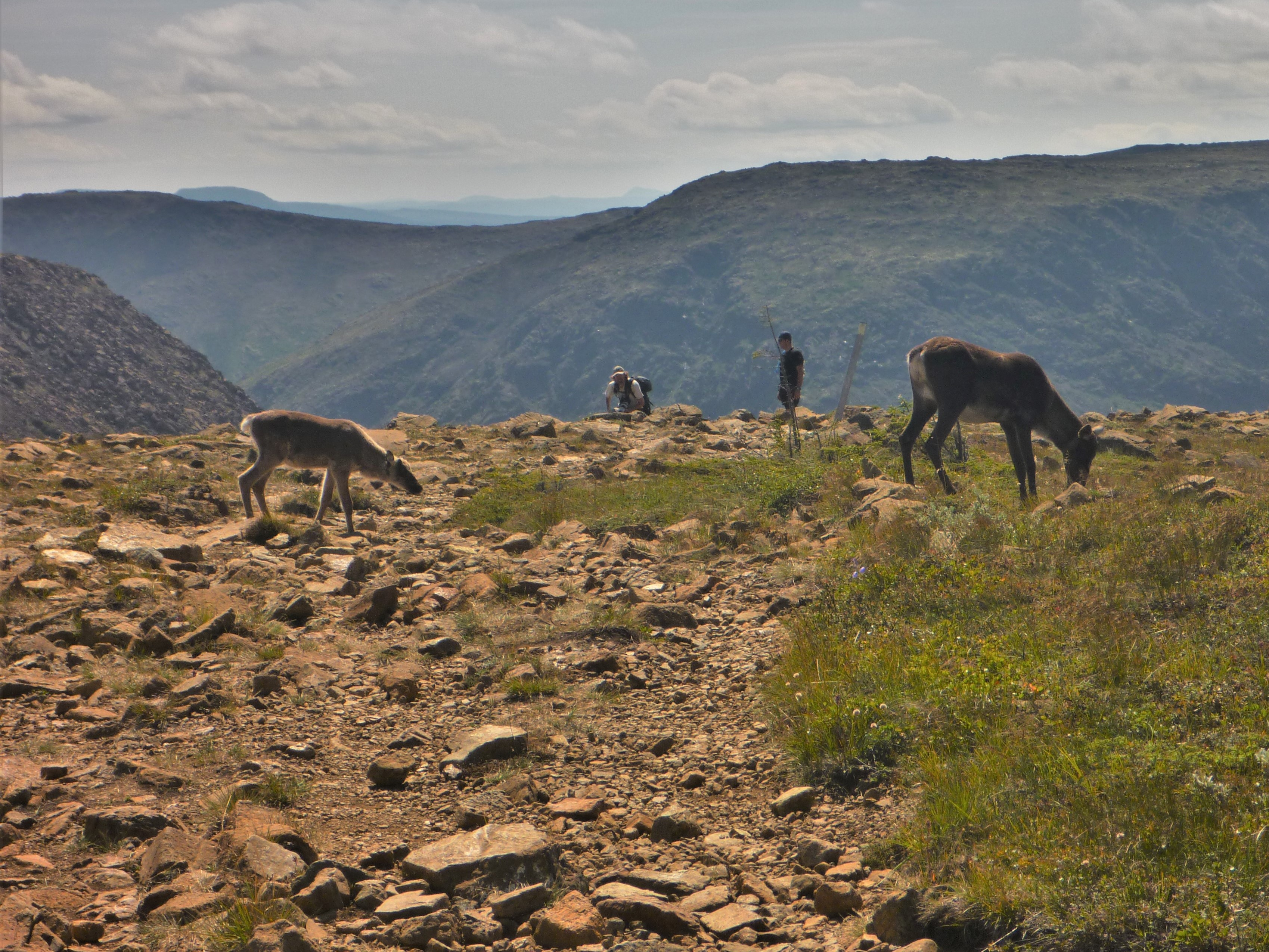
Jeune caribou des bois avec sa mère au sommet du mont Albert dans le parc national de la Gaspésie au Québec.

Il existe différentes stratégies pour améliorer le recrutement, elles sont facilement observables dans le règne animal. Ce phénomène pourrait s’expliquer simplement par l’opposition entre les termes quantité et qualité. Certains taxons produisent une quantité importante de descendants afin qu’un certain nombre survive. Cette stratégie ne comporte pas de soin particulier de la part des parents. D’autres espèces produisent moins de jeunes, mais portent une attention particulière à leur survie. L’implication d’un ou des deux géniteurs dans l’éducation ou le succès de développement de ses jeunes se nomme soins parentaux (investissement parental). Les types de soins sont variés allant d’assurer un substrat propice pour le développement des larves à l’accompagnement de la progéniture jusqu’à son autosuffisance alimentaire. La durée des soins varie selon les espèces, pouvant aller jusqu’à quatre ans chez certains mammifères. L’investissement d’énergie de la part des parents contribue grandement à la survie et à l’établissement des jeunes dans la population,. La production de larves pélagiques pour les espèces marines contribue aussi à améliorer le recrutement en « espérant » que les larves puissent trouver un habitat propice à leur survie et à leur développement.

## Cas particulier des espèces exotiques envahissantes

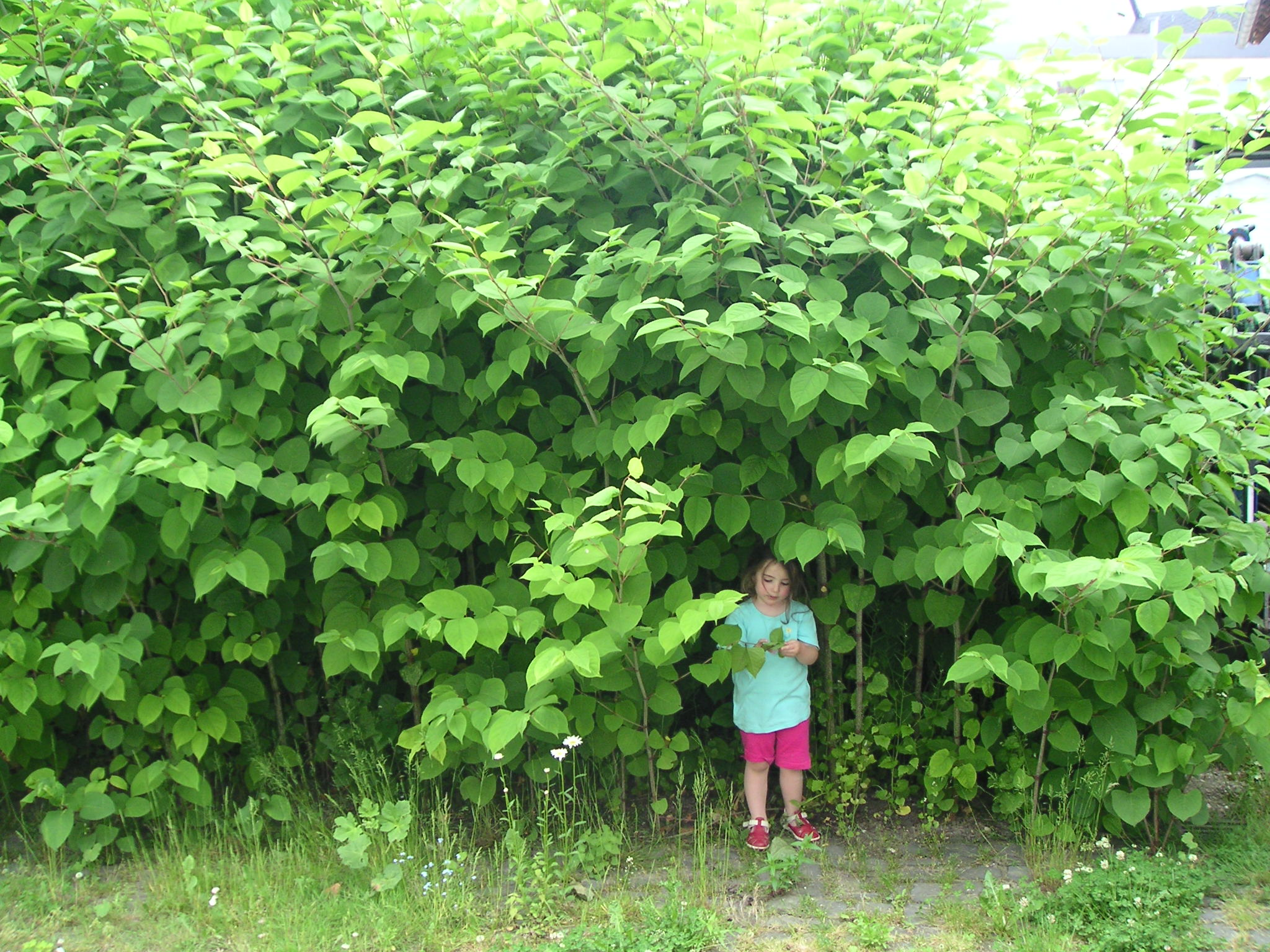
Le renouée du Japon (Fallopia japonica) est une espèce exotique envahissante dans plusieurs pays. Lorsqu'elle s'installe, elle prend beaucoup de place et déloge les espèces indigènes locales.

Les espèces exotiques envahissantes doivent leur succès dans un nouveau milieu à leur capacité d’adaptation et leur compétitivité. Certaines espèces ont, par exemple, une haute fécondité et une grande tolérance aux variables environnementales. Un mode d’alimentation opportuniste est un trait supplémentaire améliorant leurs chances de réussite.
Une étude récente a démontré que, les espèces exotiques envahissantes n’ont pas nécessairement un meilleur succès de recrutement que les espèces indigènes locales. Effectivement, ces dernières sont très bien adaptées à leur milieu et leur succès de recrutement en conditions naturelles, pour un même habitat, ne diffère pas de celui des espèces exotiques. Par contre, l’interaction entre ces espèces peut avoir un impact négatif sur l’espèce indigène. En effet, les individus de l’espèce indigène peuvent être délogés et connaître un taux de mortalité élevé lorsqu’ils entrent en compétition avec une espèce exotique. Cette relation tendue peut être au niveau de la recherche de nourriture, d’un habitat idéal ou par l’instauration d’une relation prédateur-proie.